# Hilterfingen
Hilterfingen é uma comuna da Suíça, no Cantão Berna, com cerca de 3.874 habitantes. Estende-se por uma área de 2,82 km², de densidade populacional de 1.374 hab/km². Confina com as seguintes comunas: Heiligenschwendi, Oberhofen am Thunersee, Spiez, Thun.
A língua oficial nesta comuna é o Alemão.

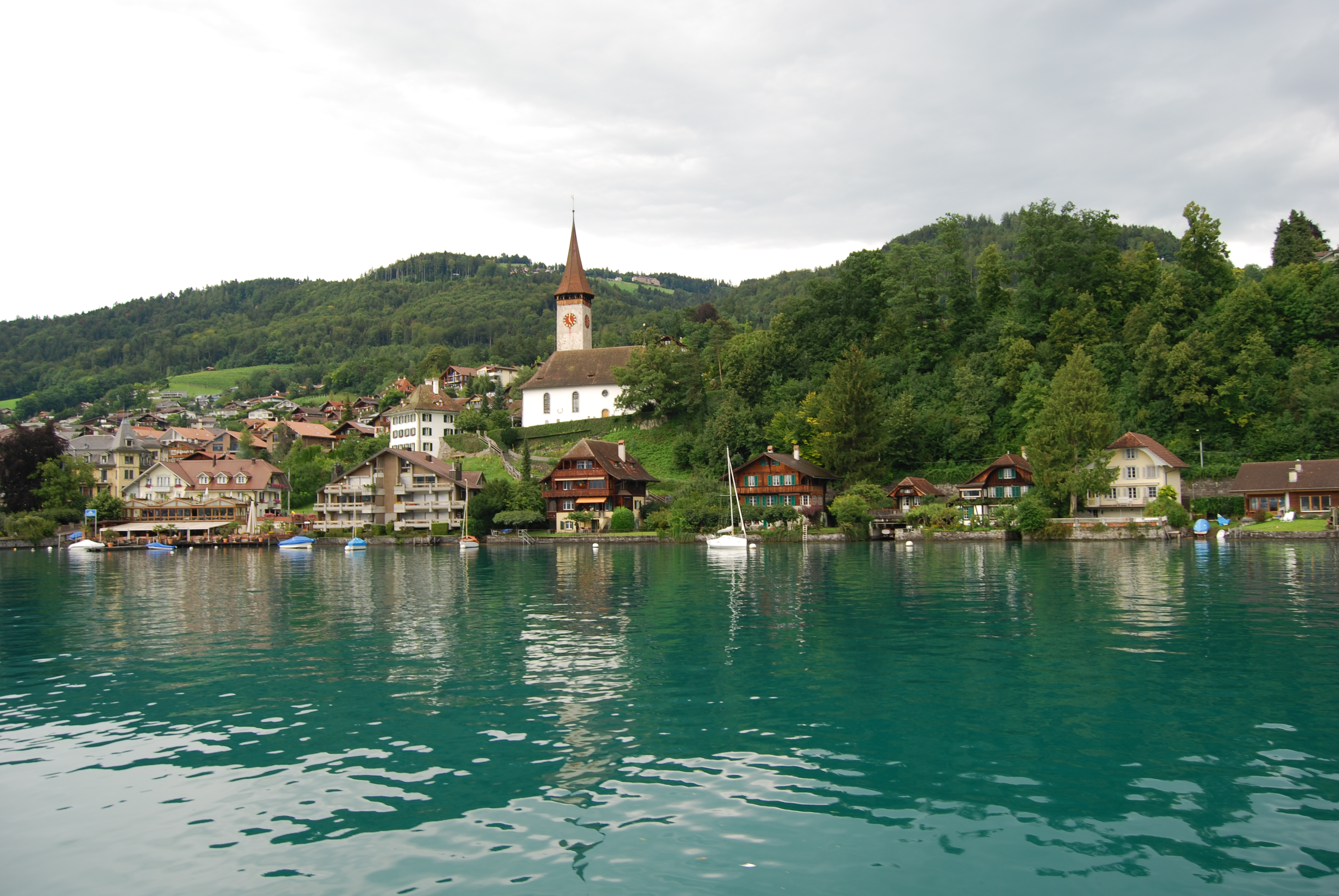
Hilterfingen.